# ديبورتيفو ميراندا
نادي ديبورتيفو ميراندا لكرة القدم (المسمى سابقًا نادي ديبورتيفو إيطاليا لكرة القدم ، ديبورتيفو إيتالتشاكاو ، نادي ديبورتيفو بيتاري لكرة القدم ونادي بيتاري فوتبول ) هو نادي كرة قدم فنزويلي مقرّه في العاصمة كاراكاس . تأسس النادي في عام 1948 تحت اسم "ديبورتيفو إيطاليا إف سي"، وبعد خمسين عامًا اندمج مع "ديبورتيفو تشاكاو إف سي" في عام 1998، وكان يُطلق عليه اسم ديبورتيفو إيتال تشاكاو لمدة ثماني سنوات. فاز النادي ببطولة الدوري الفنزويلي الممتاز خمس مرات وكأس فنزويلا ثلاث مرات.